# Karel Smyczek
Karel Smyczek (* 31. března 1950, Mělník) je český režisér, scenárista a herec. Začínal jako dětský herec, následně se věnoval  filmové režii a nakonec hlavně televizní tvorbě. Jeho práce se často zaměřuje na příběhy dětí a mládeže, jak ve filmech (Sněženky a machři, Proč?, Lotrando a Zubejda), tak v seriálové tvorbě (Bylo nás pět, Třetí patro, Dobrá čtvrť). Je držitelem Českého lva za celoživotní přínos české kinematografii.

## Život
Karel Smyczek se narodil v Mělníku, ale vyrostl ve Slaném, kde jeho otec vlastnil lékárnu. Jako devítiletý hrál Karel Smyczek ve filmu Zpívající pudřenka (1959), pak ztvárnil výraznou roli nemocného chlapce ve filmu Holubice (1960). Během let 1960–1985 hrál v dalších sedmi filmech. Ve svém zatím posledním celovečerním filmu Lotrando a Zubejda účinkoval v komparsní roli poutníka.
Po maturitě na slánském gymnáziu asistoval ve Filmovém studiu Barrandov režisérům Karlu Zemanovi a Věře Plívové-Šimkové. V roce 1975 absolvoval studium režie na FAMU. Během studia natočil Psoty lopoty (1973) a absolventský film Kapři pro Wehrmacht (1975), přepis povídky Oty Pavla.
Pro bratislavskou televizi režíroval v letech 1975–1976 třináct dílů magazínového programu pro mladé Ráčte vstúpiť!. Poté pracoval ve Filmovém studiu Barrandov jako pomocný režisér Oty Kovala a samostatně debutoval filmem ze života textilních učnic Housata (1979). Během let 1980–1982 vytvořil volný triptych ze života dospívajících, kde spolupracoval se scenáristy Radkem Johnem a Ivo Pelantem: Jen si tak trochu písknout (1980), Jako zajíci (1981), Sněženky a machři (1983). S Radkem Johnem v roce 1987 pracoval na filmu Proč? (1987) o příčinách agrese fotbalových fanoušků. Zájem o mladé projevil i v televizních seriálech, např. Třetí patro (1985) či Dobrá čtvrť (2005). Podle novely Karla Poláčka natočil šestidílný seriál Bylo nás pět (1994).
Pro televizi natočil inscenace Už mu to začalo (1983), Panská jízda (1983). V celovečerní tvorbě pokračoval filmy Krajina s nábytkem (1986), Sedm hladových (1988), Nemocný bílý slon (1989), Pražákům, těm je hej (1990), jejž spolurežíroval s Michaelem Kocábem, a Lotrando a Zubejda (1997).
Stal se také režisérem šestidílného seriálu detektivních komedií Případy detektivní kanceláře Ostrozrak. Ten vznikl podle románových předloh Josefa Škvoreckého a Jana Zábrany pro Českou televizi. Detektivní příběhy se odehrávají v Praze konce 30. a počátku 40. let. Dramaturgy byli Helena Slavíková a Eduard Verner, se scenáristkou Ivanou Novákovou úzce spolupracoval. Na obrazovce se objevili Ondřej Vetchý, Barbora Srncová, Bohumil Klepl, Josef Somr, Viktor Preiss, Miroslav Táborský, Veronika Žilková, Miroslav Donutil a další populární herci. 
Věnuje se i komunikaci s veřejností a mládeží. Byl hlavním hostem Slánského festivalu amatérského filmu v roce 2005. Pozvání přijal i v roce 2006. Od roku 2017, je také porotou festivalu dětských filmů Pražský filmový Kufr.
Karel Smyczek je ženatý, má tři děti a dvě vnoučata. V roce 2009 mu byla diagnostikována rakovina krku a jazyka. Při léčbě přišel o část jazyka a od té doby se mu špatně mluví.

## Ocenění
- V roce 2006 získal na Zlín Film Festivalu ocenění Zlatý střevíček za mimořádný přínos kinematografii pro děti a mládež.[5]
- V roce 2024 byl oceněn ministerstvem kultury.[6]
- V lednu 2025 obdržel Českého lva za mimořádný přínos české kinematografii.[7]

## Filmografie

### Režie, výběr
- Šperk  (1975)
- Housata (1979)
- Jen si tak trochu písknout (1980)
- Jako zajíci (1981)
- Už mu to začalo (1982) TV film
- Pánská jízda (1983) TV film
- Sněženky a machři (1983)
- Dva t. č. v zel. hl. dvě veselé nekuř. (1985) TV film
- Třetí patro (1985) TV seriál
- Krajina s nábytkem (1986)
- Bumerang (1986) TV film
- Proč? (1987)
- Záhada zlatého servisu (1987) TV film
- Sedm hladových (1988)
- Oslovská léta (1988) TV film
- Nemocný bílý slon (1989)
- Pražákům, těm je hej (1990)
- Závist (1991) TV film
- Kocourkov (1992) TV film
- Správná šestka (1993) TV seriál
- Bylo nás pět (1994) TV seriál
- Srdeční slabosti (1996) TV film
- Draculův švagr (1996) TV seriál
- Romeo, Julie a tma (1997) TV film
- Lotrando a Zubejda (1997)
- Vše pro firmu (1998) TV film
- Poklad pana H. (1998) TV film
- Osudy hvězd – Bylo nás sedm (1999) dokumentární
- To jsem z toho jelen (2000) TV seriál
- Případy detektivní kanceláře Ostrozrak  (2000) TV seriál
- Místo nahoře (2004) TV seriál
- Dobrá čtvrť (2005) TV seriál
- Poste restante (2009) TV seriál
- Hexenšus (2013) TV film
- Špačkovi v síti času (2013) TV seriál
- Agent v kapse (2017) TV seriál

### Scénář, výběr
- Nikdo se tě neprosil (1977) TV fim
- Housata (1979)
- Jen si tak trochu písknout (1980)
- Proč? (1987)
- Sedm hladových (1988)
- Nemocný bílý slon (1989)
- Lotrando a Zubejda (1997)
- Hexenšus (2013) TV film

### Herec, výběr
- Zpívající pudřenka (1959)
- Zlé pondělí  (1960)
- Pochodně  (1960)
- Holubice (1960)
- Pohádka o staré tramvaji (1961)
- Oranžový měsíc (1961)
- Táto, sežeň štěně! (1964)
- Láska nebeská (1964)
- Volejte Martina (1965)
- Na Žižkově válečném voze (1968)
- Láska neláskavá (1969)
- Svatá hříšnice (1970)
- Návštěvy (1970)
- Milenci v roce jedna (1973)
- Holky z porcelánu (1974)
- Můj brácha má prima bráchu (1975)
- Den pro mou lásku (1976)
- Nechci nic slyšet (1978)
- Tvář za sklem (1979)
- Jen si tak trochu písknout (1980)
- Buldoci a třešně (1981)
- Sněženky a machři (1982)
- Poločas štěstí (1984)
- Druhý tah pěšcem (1984)
- Co je vám, doktore? (1984)
- Jako jed (1985)
- Dva t. č. v zel. hl. dvě veselé nekuř. (1985) TV film
- Velká filmová loupež (1986)
- Krajina s nábytkem (1986)
- Bumerang (1986) TV film
- Proč? (1987)
- Páni Edisoni (1987)
- Útěk ze seriálu (1989) TV film
- Nemocný bílý slon (1989)
- Nesmrtelná teta (1993)
- Cesta peklem (1995)
- Lotrando a Zubejda (1997)
- Muž s duchem (1999) TV film
- Anděl Páně 2 (2016)
- Klec (2019) TV film